# Hartmanbrug
De Hartmanbrug (brug nr. 190) is een plaatbrug in Amsterdam-Oost.
Ze is gelegen in de Molukkenstraat en overspant de Ringvaart. De brug verbindt zo de Indische Buurt met de Watergraafsmeer. De kade langs de Ringvaart heet aan de noordzijde de Valentijnkade en aan de zuidzijde de Ooster Ringdijk. Aan de zuidoostkant van de brug ligt de Carolina MacGillavrylaan.
Begin 1927 zou hier een houten noodbrug neergelegd worden, maar de bewoners van met name de Celebesstraat protesteerden; zij vonden een brug in het verlengde van hun straat een betere optie. De gemeenteraad ging overstag. Er volgde discussie en pas in 1932 werd er door de Publieke Werken een brug ontworpen. Piet Kramer ontwierp haar in zijn vertrouwde Amsterdamse Schoolstijl met veel baksteen. In 1935 volgde een aanbesteding, waarbij een aannemer de brug voor 26.000 gulden kon leveren. In 1936 werd de brug geopend voor verkeer. Het werd een grote uitvoering van een duiker met veel baksteen (ook de balustraden), maar toch ook met de sierblokjes van natuursteen. Ook is in de brug eenvoudig beeldhouwwerk terug te vinden, zo zijn Anno en 1935 uitgehakt uit het graniet. De balustraden zijn scheef afgewerkt terwijl de daarin liggende granieten blokjes waterpas liggen.    
De 25 meter brede brug had van oorsprong aan weerszijden van het rijdek twee voetpaden van elk 4,50 meter, daarin werden later ook de fietspaden gelegd. Het geheel wordt gedragen door een houten paalfundering.
Het was echter pas in 2007 dat de brug een naam kreeg, de Hartmanbrug. Dit was een eerbetoon aan de op 6 november 1993 bij een roofoverval om het leven gebrachte André Hartman, een sigarenwinkelier op de hoek Molukkenstraat/Valentijnkade. Zijn weduwe, die de zaak tot 2015 voortzette en in 2016 overleed, onthulde op 6 november 2007 het naambordje op de brug, waarmee de naam officieel werd.
GVB buslijnen 40 en 65 rijden over de brug.

## Zie ook

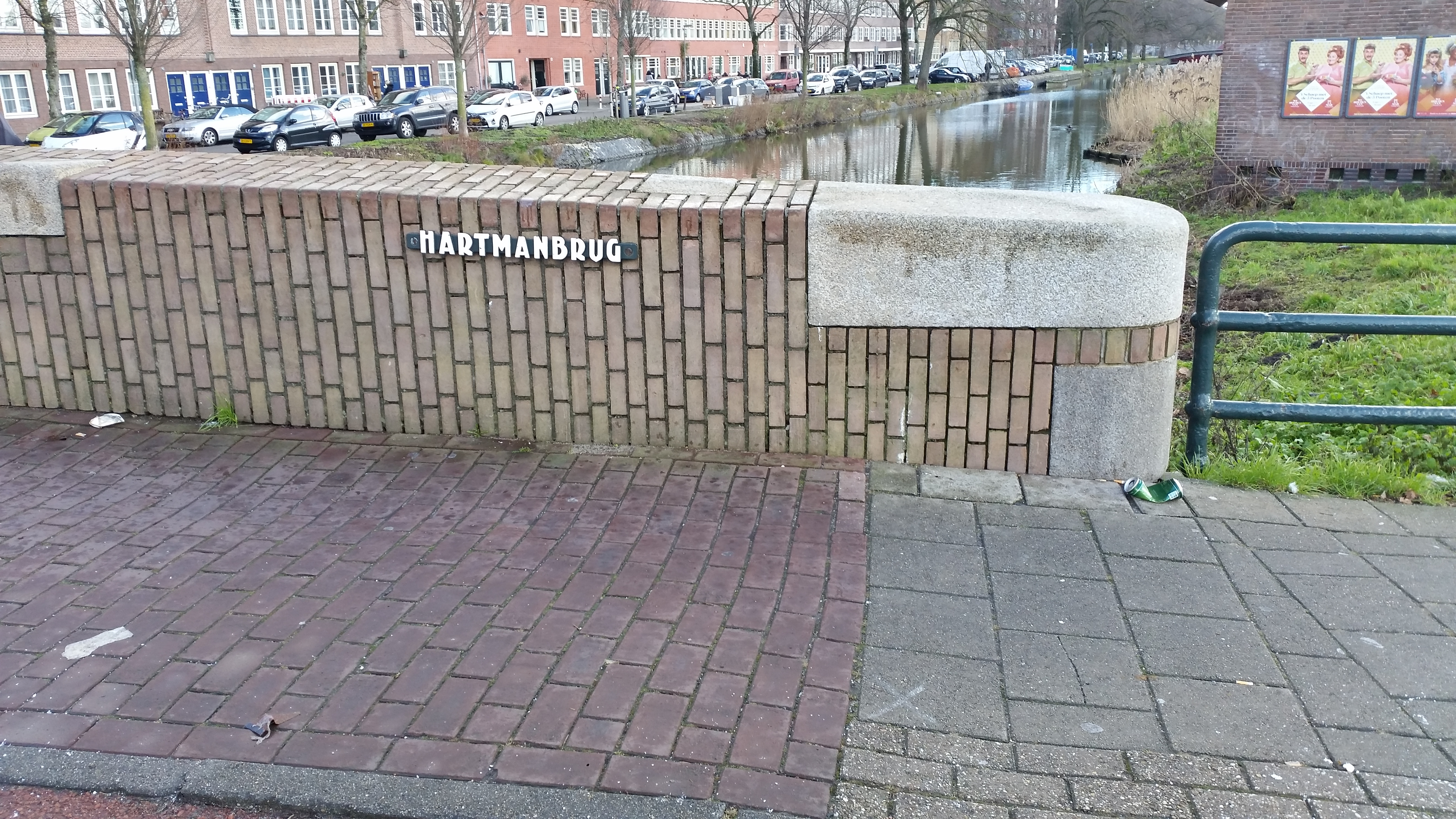
Naamplaat verwerkt op verticaal metselwerk (februari 2019)